# Citypark Albania

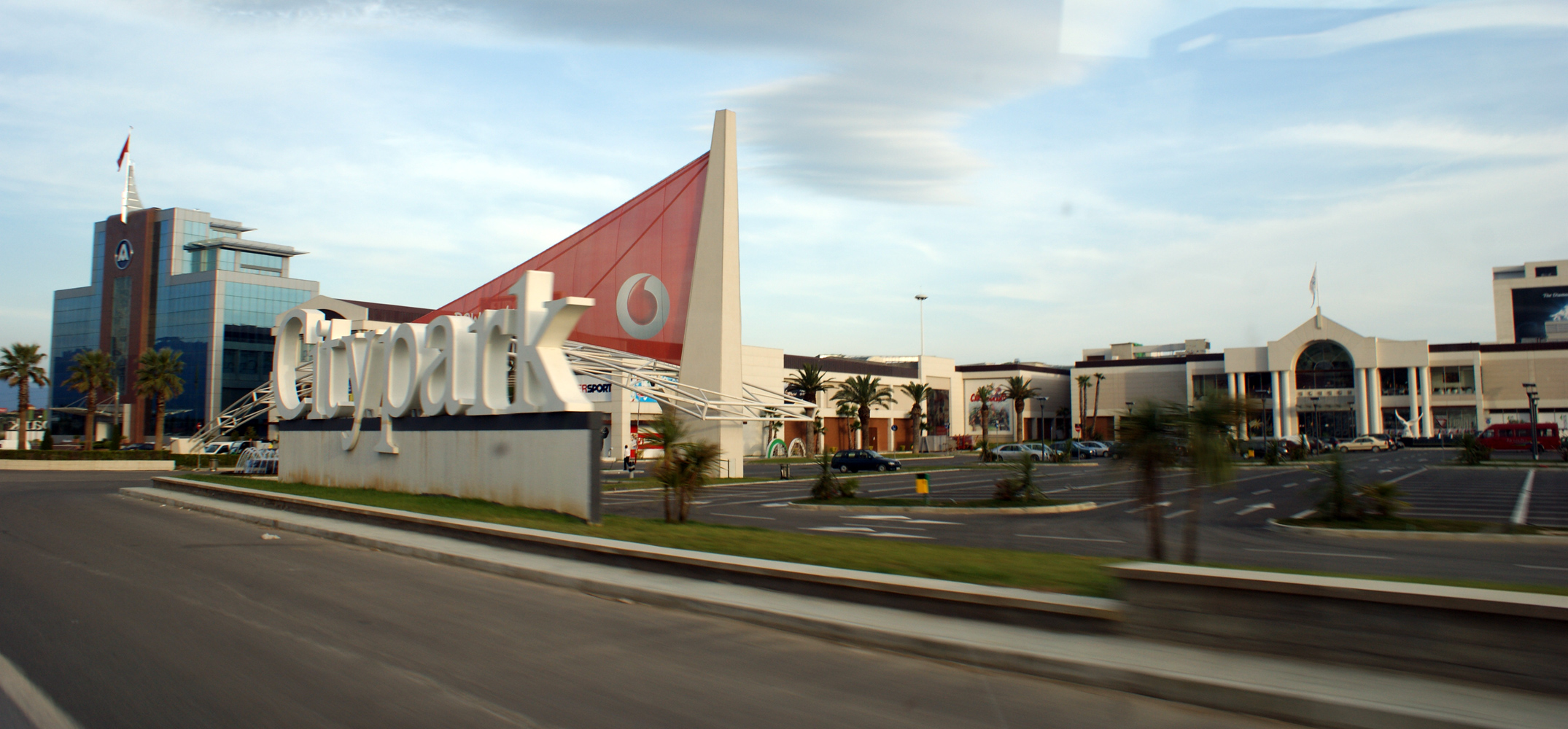
Blick von der Autobahn zum Einkaufszentrum

Der Citypark Albania ist ein Einkaufszentrum in Albanien. Es liegt an der Autobahn Tirana–Durrës SH2 in der Nähe des Ortes Gjokaj, rund zwölf Kilometer vom Stadtzentrum Tiranas entfernt.
Der Citypark ist Albaniens größtes Einkaufszentrum mit 98 Geschäften auf einer Verkaufsfläche von 40.600 m², darunter Filialen von Rossmann, Euronics und Intersport sowie ein Mercator-Supermarkt. Angegliedert sind zudem Albaniens einzige künstliche Eisbahn, das Cartoonland und weitere Unterhaltungsbereiche sowie Verpflegungsmöglichkeiten.
Das Einkaufszentrum wurde von der AM Group, einer lokalen Baufirma, gebaut. Die Baukosten werden auf insgesamt 80 Millionen Euro geschätzt. Eröffnet wurde es im Dezember 2009.
Der Citypark hat eine Entfernung von zwölf Kilometer zum Zentrum von Tirana, 25 Kilometer nach Durrës und acht Kilometer zum Flughafen Tirana. Es besteht eine direkte Ausfahrt an der Nationalstraße. Die Gebäude sind von großen Parkflächen umgeben. Ein Bus verkehrt direkt vom Zentrum von Tirana zum Einkaufszentrum. Dessen Einzugsbereich deckt mit einem Radius von 25 Kilometern bis zu 1,4 Millionen Verbraucher ab.